# Friuli Aquileia Friulano superiore
Il Friuli Aquileia Friulano superiore è un vino DOC la cui produzione è consentita nella provincia di Udine.

## Caratteristiche organolettiche
- colore: paglierino, dorato, chiaro, tendente al citrino.
- odore: delicato, gradevole, caratteristico.
- sapore: asciutto, armonico, retrogusto aromatico.

## Produzione
Provincia, stagione, volume in ettolitri
- nessun dato disponibile